# برعو
بُرْعُو (بالصومالية: Burco)‏ هي عاصمة إقليم توغدير (بالصومالية: Togdheer)‏أرض الصومال وتعتبر ثاني أكبر مدن بسكانها 1.000.000 المليون وهيا العاصمة التانية لي صوماليلاند 
ارض الصومال بعد العاصمة هرجيسا

## تاريخ
من أقدم المدن تاريخيا، وقد أعيد بنائها بعد الحرب الاهلية الصومالية وازدهرت اقتصاديا مع الأموال القادمة وأدى لانتقال الناس من المناطق الريفية إلى المدينة.

## السكان
ازداد سكان برعو ثلاثة أضعاف منذ عام 1990، من حوالي 60 ألفاً إلي 1.00 مليون عام 2014 بحسب التقديرات، غالبية سكان مدينة برعو قبيلة هبرجعلو والهبريونس .

## تقاسم القبائل لكراسي بلدية برعو 21 كرسي
```
هبر جعلو
 - 12 كراسي
```

هبر يونس - 7 كراسي
عيسى موسى - 1 كرسي
أرب - 1 كرسي